# Дви Рубианти Холифа
Дви Рубиа́нти Холи́фа (индон. Dwi Rubianti Kholifah; род. 4 апреля 1975 года, Баньюванги, Восточная Ява), известная также под сокращённым именем Ру́би Холи́фа — индонезийская общественная деятельница и правозащитница, выступающая в сфере обеспечения прав женщин. Входит в состав руководства неправительственной организации АМАН (англ. AMAN — Asian Muslim Action Network).

## Биография
Руби Холифа родилась 4 апреля 1975 года в Баньюванги на Восточной Яве. Получила степень бакалавра литературы в Университете Джембера (та же провинция) и степень магистра здравоохранения и социальных наук в Университете Махидол в Таиланде. Изучала сексуальное здоровье и быт молодых женщин в традиционных индонезийских исламских школах песантре́нах. Некоторое время была активисткой крупнейшей индонезийской мусульманской общественной организации Нахдатул Улама.
В 2007 году Руби Холифа была в числе основателей общественной организации AMAN Indonesia (Asian Muslim Action Network - Indonesia), штаб-квартира которой была сформирована в Джакарте. В настоящее время она является страновым директором этой организации, провозглашающей своими задачами защиту прав и интересов женщин, а также активизацию их участия в международном сотрудничестве, межконфессиональном диалоге и усилиях по обеспечению международной безопасности. В числе приоритетов публичной деятельности Руби Холифы вопросы межконфессиональных отношений и противодействия терроризму, проблематика ношения хиджаба, обеспечение права меньшинств и жертв изнасилования.

## Признание
Руби Холифа была признана одной из 100 женщин Би-би-си 2014 года. В 2014 году она также стала стипендиатом программы развития фонда The Asia Foundation, а в 2016 году — лауреатом премии N-Peace Award.

## Публикации
- Kholifah, D. R. (2010). Contesting discourses on sexuality and sexual subjectivity among single young Muslim women in pesantren. Saarbrücken: LAP Lambert Academic Publishing[15].